# Statista
Statista ist eine deutsche Online-Plattform für Statistik, die Daten von Markt- und Meinungsforschungsinstitutionen sowie aus Wirtschaft und amtlicher Statistik zugänglich macht. Zusätzlich zu öffentlich zugänglichen Fremddaten stellt Statista über die Plattform auch Exklusivdaten zur Verfügung, die das Unternehmen selbst erhebt und aufbereitet.
Statista gehört seit 2015 zu Ströer Media.

## Geschichte
Statista wurde 2007 von Friedrich Schwandt, Tim Kröger, Mattias Protzmann, Thilo Löwe und Hubert Jakob gegründet.
Von der Website deutsche-startups.de wurde Statista 2008 zum Start-up des Jahres gekürt und zählte im selben Jahr zu den Gewinnern des Gründerwettbewerbs Enable to Start der Financial Times Deutschland. 2010 war das Unternehmen „ausgewählter Ort 2010“ bei der Initiative Deutschland – Land der Ideen. Außerdem wurde es mit dem europäischen Red-Herring-Preis 2010 ausgezeichnet. 2012 wurde Statista in der Kategorie Aufsteiger für den Deutschen Gründerpreis nominiert und 2014 von der US-Fachzeitschrift Library Journal zur besten Datenbank für Statistiken gewählt.
Ende des Jahres 2015 erwarb der Werbevermarkter Ströer Media 78,8 % der Anteile an Statista zu einem Preis von 57 Mio. € (wenig später auf 81,3 % erhöht).
2019 erwarb Ströer Media die restlichen Anteile.
Im Jahr 2016 gab es nach eigenen Angaben eine Million registrierte Kunden und monatlich knapp sieben Millionen Website-Besuche.
2019 hatte Statista mehr als 1,5 Mio. registrierte Nutzer, mit denen das Unternehmen rund 60 Mio. Euro Umsatz erwirtschaftet. Bis Anfang 2021 wuchs die Zahl der registrierten Kunden auf über zwei Millionen und die Zahl der monatlichen Seitenaufrufe auf 30 Millionen.
Nach Angaben des Unternehmens bot die Plattform 2021 über eine Mio. Statistiken zu über 80.000 Themen aus mehr als 22.500 Quellen in über 150 Ländern an.
Der Umsatz stieg im Jahr 2022 auf rund 136 Millionen Euro (über 30 Prozent als 2021).

## Unternehmen

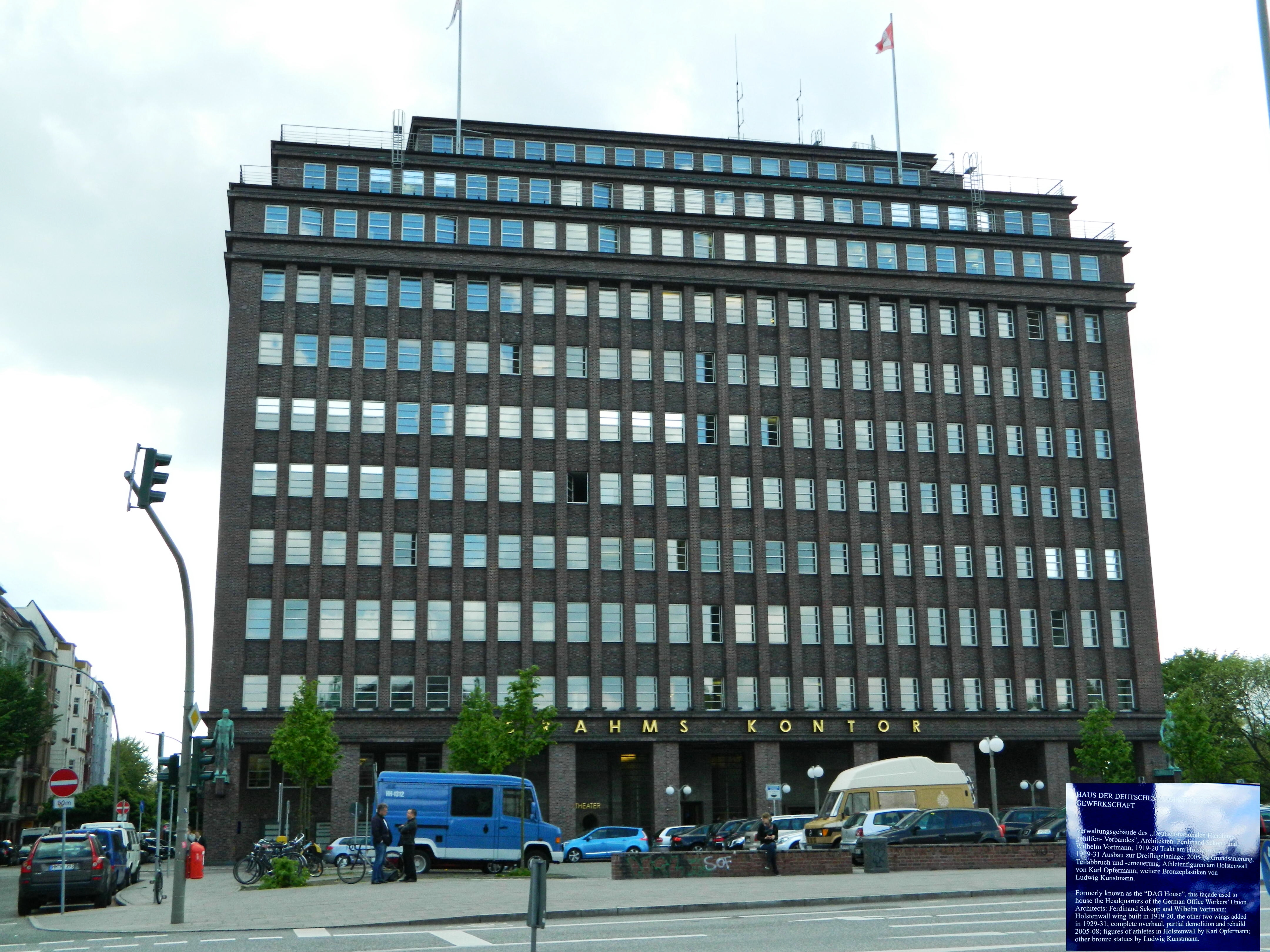
Statista-Hauptsitz im Brahms Kontor der Hamburger Neustadt

### Standorte und Mitarbeiter
Der Hauptsitz ist im Brahms Kontor; dort hat statista mehrere Etagen angemietet. 
Weitere Standorte gibt es in Berlin, New York, London, Paris, Amsterdam, Kopenhagen, Madrid, Warschau, Melbourne, Tokio und Singapur.
Statista beschäftigt ca. 1400 Mitarbeiter, darunter Datenbank-Experten, Redakteure und Analysten, aber auch IT-Spezialisten, Sales Experten sowie verschiedene andere Berufsgruppen.
Rund drei Viertel der Mitarbeiter arbeiten in Deutschland.

### Partnerschaften
Zu den Datenpartnern des Portals zählen nach eigenen Angaben das Statistische Bundesamt, das Institut für Demoskopie Allensbach, die OECD, Deutsche Institut für Wirtschaftsforschung und Crif Bürgel. Weitere Partnerschaften bestehen mit der Zeitung Die Welt, t-online (ebenfalls zu Ströer gehörend) und der Verlagsgruppe Handelsblatt.

## Leistungen
Statista bietet Statistiken und Umfrageergebnisse an, die es in Diagrammen, Infografiken sowie Tabellen darstellt. Zusätzlich bietet das Unternehmen eine Vielzahl an Reports und Outlooks an. Zielgruppen sind vor allem Geschäftskunden, Lehrende und Forscher. Mit den angebotenen Daten deckt Statista ein breites Spektrum ab. Zu den Themenfeldern gehören unter anderem Werbung, Kaufverhalten, Politik und Gesellschaft, Technologie oder Daten zu einzelnen Wirtschaftszweigen und Ländern. Das Unternehmen gibt an, rund 170 Branchen mit seinen Inhalten abzudecken.
Das Angebot umfasst sowohl kostenfreie als auch kostenpflichtige Inhalte. Einige Ergebnis-Diagramme und Infografiken sind ohne Registrierung einsehbar; für den umfassenden Datenzugriff ist jedoch eine Anmeldung erforderlich. Premium-Nutzer erhalten zudem exklusive Einsicht in Quellenangaben und Zugang zu detaillierten Insights. Diese beinhalten Market Insights zu Themen wie Advertising & Media, Consumer, eCommerce, Financial, Global Indicators, Health, Industrial, Mobility und Technology. Die Inhalte bieten bevölkerungsstatistische und wirtschaftliche Daten sowie tiefgehende Einblicke in die Marktentwicklung in über 190 Ländern und Regionen. Die Consumer Insights ermöglichen detaillierte Analysen zu Konsumverhalten und Mediennutzung für mehr als 15.000 Marken. Darüber hinaus stellt Statista eine umfassende Unternehmensdatenbank mit Daten zu über 60 Millionen Unternehmen aus über 170 Branchen bereit. Neben Einzelstatistiken bietet die Plattform auch Zugang zu einer umfangreichen Studiendatenbank mit über 32.000 Studien. Statista bietet auch die Möglichkeit, spezifische Untersuchungen über einen Analyse- und Recherchedienst in Auftrag zu geben sowie individuelle Infografiken, Videos oder Präsentationen und Publikationen zu erstellen.
Zusätzlich besteht die Möglichkeit, spezialisierte Untersuchungen über einen Analyse- und Recherchedienst in Auftrag zu geben oder individuelle Infografiken, Videos, Präsentationen und Publikationen zu erstellen. In Kooperation mit Medienpartnern veröffentlicht Statista regelmäßig Toplisten und Rankings wie zum Beispiel „America's Best Startup Employers 2022“.
Neben dem deutschsprachigen Angebot bietet Statista seine Daten auch in englischer, französischer und spanischer Sprache an.

### Infografiken
Seit Ende 2011 vertreibt Statista kostenlose Infografiken. Die Grafiken werden regelmäßig auf Nachrichtenseiten wie Der Spiegel, Frankfurter Allgemeine Zeitung, Forbes oder Stern veröffentlicht und von Tech-Seiten wie WinFuture, CNET oder Chip verwendet.